# Carcelia unisetosa
Carcelia unisetosa är en tvåvingeart som beskrevs av Hiroshi Shima 1969. Carcelia unisetosa ingår i släktet Carcelia och familjen parasitflugor. Inga underarter finns listade i Catalogue of Life.